# Kaapse gierzwaluw
De Kaapse gierzwaluw (Apus barbatus) is een vogel uit de familie van de gierzwaluwen (Apodidae).

## Verspreiding en leefgebied
De soort telt 6 ondersoorten:
- A. b. glanvillei: Sierra Leone.
- A. b. serlei: westelijk Kameroen.
- A. b. roehli: van oostelijk Ethiopië via Kenia en Oeganda tot noordoostelijk Angola, oostelijk Congo-Kinshasa en Malawi.
- A. b. hollidayi: Victoriawatervallen (Zambia/Zimbabwe).
- A. b. oreobates: van Zimbabwe tot Mozambique.
- A. b. barbatus: Zuid-Afrika.